# Meng Fanqi
Meng Fanqi (chinesisch 孟繁棋; * 18. September 1998 in Jilin, Nordostchina) ist eine chinesische Biathletin. Sie wurde 2019 Juniorenweltmeisterin und gewann drei Jahre zuvor Gold bei den Olympischen Jugendspielen.

## Sportliche Laufbahn
Meng Fanqi gab ihr internationales Debüt im Dezember 2015 im damals neu geschaffenen IBU-Junior-Cup und wurde in Obertilliach auf Anhieb Neunte des Sprints. Daraufhin bestritt sie auch erste IBU-Cup-Rennen und nahm an den Olympischen Jugendspielen in Lillehammer teil, wo sie Neunte des Sprints und Sechste der Verfolgung wurde. Äußerst überraschend kam jedoch der Gewinn der Goldmedaille in der Single-Mixed-Staffel zusammen mit Zhu Zhenyu: bei extrem schweren Verhältnissen am Schießstand schoss Zhu zwar zwei Strafrunden, durch die ansonsten aber makellosen Schießeinlagen hielt sich das Team immer im Vorderfeld und Zhu setzte sich im Zielsprint gegen den Norweger Fredrik Qvist Bucher-Johannessen durch. Im Winter 2016/17 lief Meng zunächst im IBU-Cup, wurde in Martell 15. sowie 20. und gab daraufhin in Ruhpolding im Staffelrennen ihr Weltcupdebüt. Zudem durfte sie bei den Weltmeisterschaften in Hochfilzen in Sprint und Einzel starten. Der Winter 2018/19 wurde dann der erfolgreichste der Chinesin: im IBU-Cup-Einzel von Obertilliach lief sie auf Rang 9, gefolgt vom fünften Platz im Kurzeinzel am Arber. Gekrönt wurde die Saison mit dem Gewinn des Juniorenweltmeistertitels im Einzelbewerb in Osrblie.
Den Winter 2019/20 bestritt Meng komplett im Weltcup und stellte gleich zu Beginn im Einzel von Östersund als 49. ein Bestergebnis auf. Nach dem Jahreswechsel gelang es ihr sowie Tang Jialin, Zhang Yan und Chu Yuanmeng in Ruhpolding, zum ersten Mal seit 9 Jahren einen Top-10-Platz einer chinesischen Staffel zu erreichen. Im Sprint der Weltmeisterschaften und beim Wettbewerb in Nové Město erzielte Meng als 39. und 38. erste Weltcuppunkte, die Saison 2020/21 verpassten die Chinesen als Team aufgrund der Coronamaßnahmen komplett. Zurück im Weltcup lief sie beim ersten Weltcup 2021/22 mit Rang 21 im Einzel zu ihrer Karrierebestleistung, auch in Oberhof lief sie dank fehlerfreiem Schießen in der Verfolgung auf den 25. Platz und erreichte schlussendlich Weltranglistenplatz 69. Saisonhöhepunkt war aber die Teilnahme an den Olympischen Spielen in ihrem Heimatland, wo es mit der Damenstaffel auf Platz 12 und im Einzel auf Rang 47 ging.
Nachdem ein Großteil der chinesischen Athleten auch im Winter 2022/23 nicht im Weltcup antrat und der Nation deshalb auch die Startplätze aberkannt wurden, gab Meng Ende 2023 ihr Comeback im IBU-Cup und schloss das erste Rennen, ein Einzel in Kontiolahti, sofort auf dem fünften Rang ab. Im restlichen Dezember trat sie zu weiteren Wettkämpfen an, verschwand daraufhin aber gemeinsam mit der kompletten Mannschaft wieder von der Bildfläche. Im Winter 2024/25 lief die Chinesin am Saisonanfang und -ende ohne bemerkenswerte Ergebnisse einige Weltcuprennen, größeren Erfolg hatte sie bei den Asienspielen, als Meng Silber im Sprint und Gold mit der Frauenstaffel gewann.

## Persönliches
Meng Fanqi lebt in ihrer Geburtsstadt Jilin.

## Statistiken

### Weltcupplatzierungen
Die Tabelle zeigt alle Platzierungen (je nach Austragungsjahr einschließlich Olympische Spiele und Weltmeisterschaften).
- 1.–3. Platz: Anzahl der Podiumsplatzierungen
- Top 10: Anzahl der Platzierungen unter den ersten zehn (einschließlich Podium)
- Punkteränge: Anzahl der Platzierungen innerhalb der Punkteränge (einschließlich Podium und Top 10)
- Starts: Anzahl gelaufener Rennen in der jeweiligen Disziplin
- Staffel: inklusive Mixed- und Single-Mixed-Staffeln

| Platzierung               | Einzel | Sprint | Verfolgung | Massenstart | Staffel | Gesamt |
| ------------------------- | ------ | ------ | ---------- | ----------- | ------- | ------ |
| 1. Platz                  |        |        |            |             |         |        |
| 2. Platz                  |        |        |            |             |         |        |
| 3. Platz                  |        |        |            |             |         |        |
| Top 10                    |        |        |            |             | 2       | 2      |
| Punkteränge               | 1      | 2      | 1          |             | 20      | 24     |
| Starts                    | 6      | 17     | 3          |             | 21      | 47     |
| Stand: Saisonende 2024/25 |        |        |            |             |         |        |

### Weltcupwertungen
Ergebnisse bei Weltcups (Disziplinen- und Gesamtweltcup) gemäß Punktesystem.
| Saison  | Einzel | Einzel | Sprint | Sprint | Verfolgung | Verfolgung | Massenstart | Massenstart | Gesamt | Gesamt |
| Saison  | Platz  | Punkte | Platz  | Punkte | Platz      | Punkte     | Platz       | Punkte      | Platz  | Punkte |
| ------- | ------ | ------ | ------ | ------ | ---------- | ---------- | ----------- | ----------- | ------ | ------ |
| 2019/20 | 50.    | 80.    | 5      | 8      | 55.        | 15         | –           | –           | 92.    | 5      |
| 2021/22 | 36.    | 20     | –      | –      | 60.        | 16         | –           | –           | 69.    | 36     |

### Olympische Winterspiele
Ergebnisse bei Olympischen Winterspielen:
|                                        | Einzelwettbewerbe | Einzelwettbewerbe | Einzelwettbewerbe | Einzelwettbewerbe | Staffelwettbewerbe | Staffelwettbewerbe |
| Einzel                                 | Sprint            | Verfolgung        | Massenstart       | Damenstaffel      | Mixedstaffel       |                    |
| -------------------------------------- | ----------------- | ----------------- | ----------------- | ----------------- | ------------------ | ------------------ |
| Olympische Winterspiele 2022 \| Peking | 47.               | 62.               | –                 | –                 | 12.                | 15.                |

### Biathlon-Weltmeisterschaften
Ergebnisse bei den Weltmeisterschaften:
| Weltmeisterschaften | Weltmeisterschaften | Einzelwettbewerbe | Einzelwettbewerbe | Einzelwettbewerbe | Einzelwettbewerbe | Staffelwettbewerbe | Staffelwettbewerbe | Staffelwettbewerbe |
| Jahr                | Ort                 | Einzel            | Sprint            | Verfolgung        | Massenstart       | Damenstaffel       | Mixedstaffel       | S.-M.-Staffel      |
| ------------------- | ------------------- | ----------------- | ----------------- | ----------------- | ----------------- | ------------------ | ------------------ | ------------------ |
| 2017                | Hochfilzen          | 91.               | 71.               | –                 | –                 | –                  | –                  | N/A                |
| 2019                | Östersund           | 41.               | 64.               | –                 | –                 | 17.                | –                  | –                  |
| 2020                | Antholz             | –                 | 39.               | 50.               | –                 | 16.                | –                  | –                  |

### Juniorenweltmeisterschaften
Ergebnisse bei den Juniorenweltmeisterschaften:
| Weltmeisterschaften | Weltmeisterschaften | Einzelwettbewerbe | Einzelwettbewerbe | Einzelwettbewerbe | Damenstaffel |
| Jahr                | Ort                 | Einzel            | Sprint            | Verfolgung        | Damenstaffel |
| ------------------- | ------------------- | ----------------- | ----------------- | ----------------- | ------------ |
| 2019                | Osrblie             | 1.                | 8.                | DNS               | –            |